# Hybos papuanus
Hybos papuanus är en tvåvingeart som beskrevs av Kertesz 1899. Hybos papuanus ingår i släktet Hybos och familjen puckeldansflugor. Inga underarter finns listade i Catalogue of Life.